# فینال جام حذفی فوتبال انگلستان ۱۹۰۹
فینال جام حذفی فوتبال انگلستان ۱۹۰۹، رقابت پایانی جام حذفی فوتبال انگلستان در سال ۱۹۰۹ میلادی است که مابین دو تیم باشگاه فوتبال منچستر یونایتد و باشگاه فوتبال بریستول سیتی در کریستال پالاس لندن برگزار شده‌است.
این مسابقه که در تاریخ ۲۴ آوریل ۱۹۰۹ انجام شده‌است با نتیجه ۱ بر ۰ به سود تیم باشگاه فوتبال منچستر یونایتد به پایان رسید.